# Eratoneura lawsoni
Eratoneura lawsoni är en insektsart som först beskrevs av Robinson 1924.  Eratoneura lawsoni ingår i släktet Eratoneura och familjen dvärgstritar. Inga underarter finns listade i Catalogue of Life.